# Тогансай
Тоганса́й (каз. Тоғансай) — село у складі Ариської міської адміністрації Туркестанської області Казахстану. Входить до складу Монтайтаського сільського округу.
Населення — 101 особа (2021; 68 у 2009, 226 у 1999, 307 у 1989).